# Edderkopurt
Edderkopurt (Anthericum) er en slægt med ca. 100 arter, som er udbredt i Afrika, Mellemøsten og Europa (med to fredede arter i Danmark).  Det er stauder med jordstængler eller rodknolde. Bladene sidder samlet i en grundstillet roset, og de er linjeformede og mere eller mindre sukkulente. Blomsterne er samlet på særlige stængler, der bærer endestillede stande. Blomsten er regelmæssig og 3-tallig med hvide kronblade. Frugten er en 3-kamret kapsel, som er svagt trekantet i tværsnit, og som rummer 2-6 frø pr. afsnit.
Her beskrives kun de arter, som findes i Danmark.
| Beskrevne arter |

- Grenet edderkopurt (Anthericum ramosum)
- Ugrenet edderkopurt (Anthericum liliago)

| Andre arter |

- Anthericum acuminatum
- Anthericum falcatum
- Anthericum japonicum
- Anthericum liliago
- Anthericum ramosum

## Note
1. ↑  Germplasm Resources Information Network (GRIN) anerkender dog kun 4 arter (se GRIN: Anthericum)